# Místopředseda celostátního výboru Čínského lidového politického poradního shromáždění
Místopředseda celostátního výboru Čínského lidového politického poradního shromáždění (čínsky v českém přepisu Čung-kuo žen-min čeng-č’ sie-šang chuej-i čchüan-kuo wej-jüan-chuej fu-ču-si, pchin-jinem Zhōngguó Rénmín Zhèngzhì Xiéshāng Huìyì Quánguó Wěiyuánhuì Fùzhǔxí, znaky zjednodušené 中国人民政治协商会议全国委员会副主席) je vysoký představitel Čínského lidového politického poradního shromáždění, politického poradního sboru Čínské lidové republiky.
Více než dvoutisícový celostátní výbor lidového politického poradního shromáždění zasedá v plném obsazení jen jednou ročně. Jeho stálý výbor plní funkci celostátního výboru po zbytek roku. V čele celostátního výboru stojí předseda a místopředsedové. Místopředsedové pomáhají předsedovi v řízení výboru a ve vedení jeho zasedání.

## Seznam místopředsedů celostátního výboru Čínského lidového politického poradního shromáždění
Uvedena je stranická příslušnost u nečlenů KS Číny a sice: Revoluční výbor čínského Kuomintangu (RCCK), Čínská demokratická liga (CDL), Čínské sdružení pro demokratickou národní výstavbu (CNDCA), Čínské sdružení pro rozvoj demokracie (CAPD), Společnost 3. září (JS), Demokratická strana čínských rolníků a dělníků (CPWDP), Čínská strana snahy o spravedlnost (CZGP), Liga pro demokratickou samosprávu Tchaj-wanu (TDSL) a nestraníci; dále příslušnost k národnostním menšinám (čuangské, miaoské, mongolské, tibetské, ujgurské a chuejské) a ženám.
Místopředsedové celostátního výboru Čínského lidového politického poradního shromáždění 1. volebního období (září 1949 – prosinec 1954)
Čou En-laj, Li Ťi-šen (RCCK), Šen Ťün-žu (CDL), Kuo Mo-žo, Čchen Šu-tchung (nestraník).
Místopředsedové celostátního výboru Čínského lidového politického poradního shromáždění 2. volebního období (prosinec 1954 – duben 1959)
Sung Čching-ling, Tung Pi-wu, Li Ťi-šen (RCCK), Čang Lan (CDL; zemřel v únoru 1955), Kuo Mo-žo, Pcheng Čen, Šen Ťün-žu (CDL), Chuang Jen-pchej (CNDCA), Che Siang-ning (RCCK, žena), Li Wej-chan, Li S’-kuang (nestraník, od 1958 KS Číny; Mongol), Čchen Šu-tchung (nestraník), Čang Po-ťün (CDL; odvolán v lednu 1958), Tan Kah Kee, Čhökji Gjalcchän (nestraník; Tibeťan), Burhan Šähidi (Ujgur).
Místopředsedové celostátního výboru Čínského lidového politického poradního shromáždění 3. volebního období (duben 1959 – leden 1965)
Pcheng Čen, Li Ťi-šen (RCCK; zemřel v říjnu 1959), Kuo Mo-žo, Šen Ťün-žu (CDL; zemřel v červnu 1963), Chuang Jen-pchej (CNDCA), Li Wej-chan (do 1964), Li S’-kuang (Mongol), Čchen Šu-tchung (nestraník), Tan Kah Kee (zemřel v srpnu 1961), Čhökji Gjalcchän (nestraník; Tibeťan), Burhan Šähidi (Ujgur), Čchen I, Kchang Šeng, Pagpalha Geleg Namgjal (nestraník, Tibeťan), Ngaphö Ngawangdžigme (nestraník, Tibeťan), Che Siang-ning (RCCK, žena)
Místopředsedové celostátního výboru Čínského lidového politického poradního shromáždění 4. volebního období (leden 1965 – únor 1978)
Pcheng Čen, Čchen I (zemřel v lednu 1972), Jie Ťien-jing, Chuang Jen-pchej (CNDCA; zemřel v prosinci 1965), Čchen Šu-tchung (nestraník; zemřel v únoru 1966), Liou Lan-tchao (do října 1968), Sung Žen-čchiung, Sü Ping (zemřel 1972), Kao Čchung-min (zemřel v červenci 1971), Cchaj Tching-kchaj (RCCK; zemřel v dubnu 1968), Wej Kuo-čching, Teng C’-chuej (zemřel v prosinci 1972), Li S’-kuang (Mongol; zemřel v dubnu 1971), Fu Cuo-i (nestraník; zemřel v dubnu 1974), Tcheng Taj-jüan (Miao; zemřel v prosinci 1974), Sie Ťüe-caj (zemřel v červnu 1971), Mao Tun, Li Ču-čchen (zemřel v říjnu 1968), Pagpalha Geleg Namgjal (nestraník, Tibeťan),  Sü Te-cheng (JS), Li Te-čchüan (žena; zemřela v dubnu 1972), Ma Sü-lun (CAPD; zemřel v květnu 1970).
Místopředsedové celostátního výboru Čínského lidového politického poradního shromáždění 5. volebního období (únor 1978 – červen 1983)
zvoleni v únoru 1978: Ulanfu, Wej Kuo-čching, Pcheng Čchung, Čao C’-jang, Kuo Mo-žo (zemřel v červnu 1978), Sung Žen-čchiung, Mao Tun (zemřel v březnu 1981), Sü Te-cheng (JS), Ou-jang Čchin (zemřel v květnu 1978), Š’ Liang (CDL, žena), Ču Jün-šan (RCCK, zemřel v dubnu 1981), Kchang Kche-čching (žena), Ťi Fang (CPWDP), Wang Šou-tao, Jang Ťing-žen (Chuej), Čang Čchung (zemřel v říjnu 1980), Pagpalha Geleg Namgjal (nestraník, Tibeťan), Čou Ťien-žen (CAPD), Čuang Si-čchüan (nestraník, od prosince 1982 člen KS Číny), Chu C’-ang (CNDCA), Žung I-žen (CNDCA), Tchung Ti-čou (CDL, zemřel v březnu 1979);
zvoleni v červenci 1979: Liou Lan-tchao (generální sekretář), Lu Ting-i, Li Wej-chan, Chu Jü-č’ (CDL), Wang Kchun-lun (RCCK), Čhökji Gjalcchän (nestraník; Tibeťan),
zvoleni v září 1980: Che Čchang-kung, Siao Kche, Čcheng C’-chua, Jang Siou-feng, Ša Čchien-li (zemřel v dubnu 1982), Burhan Šähidi (od září 1980; Ujgur), Čou Pchej-jüan (JS), Čchien Čchang-čao (RCCK),
zvoleni v prosinci 1981: Liou Fej (zemřel v dubnu 1983), Tung Čchi-wu.
Místopředsedové celostátního výboru Čínského lidového politického poradního shromáždění 6. volebního období (červen 1983 – duben 1988)
zvoleni v červnu 1983: Jang Ťing-žen (Chuej), Liou Lan-tchao, Lu Ting-i, Čcheng C’-chua, Kchang Kche-čching (žena), Ťi Fang (CPWDP, zemřel v prosinci 1987), Čuang Si-čchüan, Pagpalha Geleg Namgjal (nestraník, Tibeťan), Chu C’-ang (CNDCA), Wang Kchun-lun (RCCK; zemřel v srpnu 1985), Čchien Čchang-čao (RCCK), Tung Čchi-wu, Tchao Č’-jüe, Čou Šu-tchao (nestraník; zemřel v únoru 1984), Jang Čcheng-wu, Siao Chua (zemřel v srpnu 1985), Čchen Caj-tao, Lü Čeng-cchao, Čou Ťien-žen (CAPD, zemřel v červenci 1984), Čou Pchej-jüan (JS), Burhan Šähidi (Ujgur), Miao Jün-tchaj (nestraník), Wang Kuang-jing (CNDCA), Teng Čao-siang, Fej Siao-tchung (CDL), Čao Pchu-čchu (CAPD), Jie Šeng-tchao (CAPD; zemřel v únoru 1988), Čchü Wu (RCCK), Pa Ťin (nestraník);
zvoleni v květnu 1984: Ma Wen-žuej, Mao I-šeng (JS), Liou Ťing-ťi (CNDCA);
zvolen v dubnu 1985: Chua Luo-keng (CDL, zemřel v červnu 1985);
zvoleni v dubnu 1986: Wang En-mao, Čchien Süe-sen (CDL), Lej Ťie-čchiung (CAPD; žena);
zvoleni v dubnu 1987: Wang Feng, Čchien Wej-čchang (CDL).
Místopředsedové celostátního výboru Čínského lidového politického poradního shromáždění 7. volebního období (duben 1988 – březen 1993)
zvoleni v dubnu 1988: Wang Žen-čung (zemřel v březnu 1992), Jen Ming-fu (do 1990), Fang I, Ku Mu, Jang Ťing-žen (Chuej), Kchang Kche-čching (žena, zemřela v dubnu 1992), Pagpalha Geleg Namgjal (nestraník, Tibeťan), Chu C’-ang (CNDCA, zemřel v listopadu 1991), Čchien Čchang-čao, Čou Pchej-jüan (JS), Miao Jün-tchaj, Wang Kuang-jing (CNDCA), Teng Čao-siang, Čao Pchu-čchu (CAPD), Čchü Wu (RCCK; zemřel v červnu 1992), Pa Ťin (nestraník), Ma Wen-žuej, Liou Ťing-ťi (CNDCA), Wang En-mao, Čchien Süe-sen (CDL), Čchien Wej-čchang (CDL), Chu Šeng, Sun Siao-cchun (zemřel v dubnu 1991), Čcheng S’-jüan (nestraník), Lu Ťia-si (CPWDP), Čchien Čeng-jing, Su Pu-čching, Ismail Ähmäd;
zvoleni v březnu 1989: Chou Ťing-žu (RCCK), Ting Kuang-sün (nestraník);
zvolen v březnu 1990: Chung Süe-č’;
zvolen v dubnu 1991: Jie Süan-pching.
Místopředsedové celostátního výboru Čínského lidového politického poradního shromáždění 8. volebního období (březen 1993 – březen 1998)
zvoleni v březnu 1993: Jie Süan-pching, Wu Süe-čchien, Jang Žu-taj, Wang Čao-kuo, Ngaphö Ngawangdžigme (nestraník, Tibeťan), Saifuddin Azizi, Chung Süe-č’, Jang Ťing-žen (Chuej), Čou Pchej-jüan (JS; zemřel v listopadu 1993), Teng Čao-siang, Čao Pchu-čchu (CAPD), Pa Ťin (nestraník), Liou Ťing-ťi (CNDCA; zemřel v únoru 1997), Čchien Süe-sen (CDL), Čchien Wej-čchang (CDL), Chu Šeng, Čchien Čeng-jing, Su Pu-čching, Chou Ťing-žu (RCCK; zemřel v říjnu 1994), Ting Kuang-sün (nestraník), Tung Jin-čchu (CZGP), Sun Fu-ling (CNDCA), Ann Tse-kai (nestraník), Henry Fok (nestraník), Ma Man-kei (nestraník);
zvoleni v březnu 1994: Ču Kuang-ja, Wan Kuo-čchüan (CNDCA);
zvolen v březnu 1996: Che Lu-li (RCCK).
Místopředsedové celostátního výboru Čínského lidového politického poradního shromáždění 9. volebního období (březen 1998 – březen 2003)
Jie Süan-pching, Jang Žu-taj, Wang Čao-kuo, Ngaphö Ngawangdžigme (nestraník, Tibeťan), Čao Pchu-čchu (CAPD; zemřel v květnu 2000), Pa Ťin (nestraník), Čchien Wej-čchang (CDL), Lu Ťia-si (CPWDP; zemřel v červnu 2001), Žen Ťien-sin, Sung Ťien, Li Kuej-sien, Čchen Ťün-šeng (zemřel v srpnu 2002), Čang S’-čching, Čchien Čeng-jing, Ting Kuang-sün (nestraník), Sun Fu-ling (CNDCA), Ann Tse-kai (nestraník), Henry Fok (nestraník), Ma Man-kei (nestraník), Ču Kuang-ja, Wan Kuo-čchüan (CNDCA), Chu Čchi-li, Čchen Ťin-chua, Čao Nan-čchi, Mao Č’-jung, Paj Li-čchen (Chuej), Ťing Šu-pching (CNDCA), Luo Chao-cchaj (CZGP), Čang Kche-chuej, Čou Tchie-nung (RCCK), Wang Wen-jüan (JS).
Místopředsedové celostátního výboru Čínského lidového politického poradního shromáždění 10. volebního období (březen 2003 – březen 2008)
zvoleni v březnu 2003: Wang Čung-jü, Liao Chuej, Liou Jen-tung (žena), Ngaphö Ngawangdžigme (nestraník, Tibeťan), Pa Ťin (nestraník; zemřel v říjnu 2005), Pagpalha Geleg Namgjal (nestraník, Tibeťan), Li Kuej-sien, Čang S’-čching, Ting Kuang-sün (nestraník), Henry Fok (nestraník; zemřel v říjnu 2006), Ma Man-kei (nestraník), Paj Li-čchen (Chuej), Luo Chao-cchaj (CZGP), Čang Kche-chuej, Čou Tchie-nung (RCCK), Chao Ťien-siou (žena), Čchen Kchuej-jüan, Ablät Abdurišit (Ujgur), Sü Kchuang-ti, Li Čao-čuo, Chuang Meng-fu (CNDCA), Wang Süan (JS), Čang Chuaj-si (CAPD), Li Meng (CPWDP);
zvoleni v březnu 2005: Tung Chee-hwa (nestraník), Čang Mej-jing (CDL, žena), Čang Žung-ming (CNDCA).
Místopředsedové celostátního výboru Čínského lidového politického poradního shromáždění 11. volebního období (březen 2008 – březen 2013)
zvoleni v březnu 2008: Wang Kang, Liao Chuej, Tu Čching-lin, Ngaphö Ngawangdžigme (nestraník, Tibeťan; zemřel v prosinci 2009), Pagpalha Geleg Namgjal (nestraník, Tibeťan), Ma Man-kei (nestraník), Paj Li-čchen (Chuej), Čchen Kchuej-jüan, Ablät Abdurišit (Ujgur), Li Čao-čuo, Chuang Meng-fu (CNDCA), Tung Chee-hwa (nestraník), Čang Mej-jing (CDL, žena), Čang Žung-ming (CNDCA), Čchien Jün-lu (generální sekretář), Sun Ťia-čeng, Li Ťin-chua, Čeng Wan-tchung, Teng Pchu-fang, Wan Kang (CZGP), Lin Wen-i (TDSL), Li Wu-wej (RCCK), Luo Fu-che (CAPD), Čchen Cung-sing (CPWDP), Wang Č’-čen (JS, žena);
zvolen v březnu 2010: Edmund Ho (nestraník).
Místopředsedové celostátního výboru Čínského lidového politického poradního shromáždění 12. volebního období (březen 2013 – březen 2018)
zvoleni v březnu 2013: Tu Čching-lin, Ling Ťi-chua (odvolán v lednu 2015), Chan Čchi-te (JS), Pagpalha Geleg Namgjal (nestraník, Tibeťan), Tung Chee-hwa (nestraník), Wan Kang (CZGP), Lin Wen-i (TDSL), Luo Fu-che (CAPD), Edmund Ho (nestraník), Čang Čching-li (generální sekretář), Li Chaj-feng, Su Žung (odvolán v červnu 2014), Čchen Jüan, Lu Čan-kung, Čou Siao-čchuan, Wang Ťia-žuej, Wang Čeng-wej, Ma Piao, Čchi Sü-čchun (RCCK), Čchen Siao-kuang (CDL), Ma Pchej-chua (CNDCA), Liou Siao-feng (CPWDP), Wang Čchin-min (CZGP);
zvolen v březnu 2017: Leung Chun-ying (nestraník).
Místopředsedové celostátního výboru Čínského lidového politického poradního shromáždění 13. volebního období (březen 2018 – březen 2023)
Čang Čching-li, Liou Čchi-pao, Pagpalha Geleg Namgjal (nestraník, Tibeťan), Tung Chee-hwa (nestraník), Wan Kang (CZGP), Edmund Ho (nestraník), Lu Čan-kung, Wang Čeng-wej, Ma Piao, Čchen Siao-kuang (CDL), Leung Chun-ying (nestraník), Sia Pao-lung (generální sekretář), Jang Čchuan-tchang, Li Pin (žena), Bagatur (Mongol), Wang Jung-čching, Che Li-feng, Su Chuej (TDSL, žena), Čeng Ťien-pang (RCCK), Ku Šeng-cu (CNDCA), Liou Sin-čcheng (CAPD), Che Wej (CPWDP), Šao Chung (JS), Kao Jün-lung (CNDCA).
Místopředsedové celostátního výboru Čínského lidového politického poradního shromáždění 14. volebního období (březen 2023 – březen 2028)
Š’ Tchaj-feng, Chu Čchun-chua, Šen Jüe-jüe (žena), Wang Jung, Čou Čchiang, Pagpalha Geleg Namgjal (nestraník, Tibeťan), Ho Hau Wah (nestraník), Leung Chun-ying (nestraník), Bagatur (Mongol), Su Chuej (TDSL, žena), Šao Chung (JS), Kao Jün-lung (CNDCA), Čchen Wu (Čuang), Mu Chung, Sien Chuej (Chuejka, žena), Wang Tung-feng, Ťiang Sin-č’, Ťiang Cuo-ťün (CZGP), Che Pao-siang (RCCK), Wang Kuang-čchien (CDL), Čchin Po-jung (CNDCA, žena), Ču Jung-sin (CAPD), Jang Čen (CPWDP)